# Marek Dzida
Marek Władysław Dzida (ur. 6 sierpnia 1953 w Bielsku-Białej) – profesor nadzwyczajny, w latach 2012–2022 prorektor Politechniki Gdańskiej.

## Życiorys
Absolwent Politechniki Gdańskiej, na której studiował w latach 1972–1977. Na Politechnice Gdańskiej w 1983 obronił doktorat, a w 2003 uzyskał habilitację. Od 1978 roku jest zatrudniony na Wydziale Oceanotechniki i Okrętownictwa: w latach 1996–2002 był prodziekanem ds. kształcenia, a potem przez siedem lat (2005–2012) był dziekanem tego wydziału. W latach 2005–2008 wykładał w Państwowej Wyższej Szkole Zawodowej w Elblągu. Od 2010 kieruje Katedrą Automatyki i Energetyki Wydziału Oceanotechniki i Okrętownictwa PG. W 2012 po raz pierwszy został prorektorem ds. kształcenia Politechniki Gdańskiej. 13 kwietnia 2016 został wybrany na prorektora ds. kształcenia i dydaktyki Politechniki Gdańskiej na kadencję 2016–2020. We wrześniu 2022 zakończył pełnienie funkcji prorektora Politechniki Gdańskiej.
Jest członkiem wielu organizacji, m.in.: Gdańskiego Towarzystwa Naukowego, Rady Technicznej Polskiego Rejestru Statków oraz Lloyd's Register Poland. Należy także do Forum Okrętowego, którego w latach 2007–2012 był wiceprzewodniczącym. Naukowo zajmuje się m.in. automatyczną regulacją turbin gazowych w napędzie okrętowym oraz energetyce. Jest autorem lub współautorem 184 prac oraz kilku książek, promotor 4 doktorantów.
Jest Mistrzem Polski w Modelarstwie Okrętowym z roku 1971.

## Nagrody
- Nagrody Rektora za działalność badawczą i dydaktyczną
- Nagroda Zespołowa MNiSW